# Svodna
Svodna är en ort i Bosnien och Hercegovina.   Den ligger i entiteten Republika Srpska, i den nordvästra delen av landet, 190 km nordväst om huvudstaden Sarajevo. Svodna ligger 144 meter över havet och antalet invånare är 4 388.
Terrängen runt Svodna är kuperad norrut, men söderut är den platt. Svodna ligger nere i en dal. Närmaste större samhälle är Prijedor, 15,1 km öster om Svodna. 
Omgivningarna runt Svodna är en mosaik av jordbruksmark och naturlig växtlighet. Runt Svodna är det ganska tätbefolkat, med 67 invånare per kvadratkilometer.